# هنری سیلانپا
هنری سیلانپا (فنلاندی: Henri Sillanpää؛ زادهٔ ۴ ژوئن ۱۹۷۹) بازیکن فوتبال اهل فنلاند است.
از باشگاه‌هایی که در آن بازی کرده‌است می‌توان به باشگاه فوتبال ترومسو و باشگاه فوتبال واسان پالوسئورا اشاره کرد.
وی همچنین در تیم‌های ملی فوتبال زیر ۲۱ سال فنلاند و فنلاند بازی کرده‌است.